# Volvo BM T 700
Volvo BM T 700 var en traktor som blev produceret af Volvo BM mellem 1976 og 1982 i 4 496 eksemplarer. Den blev produceret i en standard og industri udgave.
Den har en firecylindret turboladet dieselmotor fra Volvo med største effekt på 90 hestekræfter.
Gearkassen har 8 fremadgående og 2 bagudgående. Traktoren blev også produceret med Volvo BM's hydraulisk manøvrerede lyngear Trac-Trol (Traction Control). Det betød at man kunne geare ned i hvert gear, hvorved  gearantallet blev fordoblet, så der var 16 fremadgående og 4 bagudgående gear. Ved nedgearing med lyngearet faldt hastigheden 21% og trækkraften steg med 27%.
T 700 havde samme motor som T 650'eren. T 700 var dog udstyret med turbo i stedet, hvilket gav den 90 hestekræfter.
T 700 var monteret med samme komfortvenlige førerhus som T 650

## Tekniska data
- Produktionsår: 1976-1982
- Motor: Volvo BM TD42, 4-cylindret turboladet dieselmotor
- Motoreffekt: 90 hk, 2 300 r/min
- Drejningsmoment (max) ved 1600 r/min: 320 Nm
- Transmission/hastigheder: 8 frem (16 frem), maxfart 37,7 km/t, 2 bak (4 bak), 10,7 km/t.
- Hydrauliksystem: Terra Trol Mark II
- Brændstoftank: 95 L
- Kølesystem: 16 L
- Vægt: 4 050 kg
- Længde: 3 990 mm
- Bredde: 1 940 mm